# Shtadlan
Un shtadlan (hébreu : שטדלן « celui qui s’efforce ») était l'interlocuteur qui faisait l'intermédiaire entre la communauté juive et le pouvoir en place dans l'Europe du Moyen Âge, particulièrement dans les villes possédant un ghetto ; il travaillait en tant que négociateur notamment pour la sécurité de la communauté qu'il représentait. Ce procédé d'intermédiation est appelé shtadlanut.
En général, les communautés juives (kahale) gouvernaient elles-mêmes leurs affaires internes. Les interactions avec le reste de la société sur des sujets tels que la collecte des taxes, le respect de certaines restrictions et obligations imposées à la communauté se faisait par un conseil de dirigeants locaux.
Le rôle du shtadlan émerge au XVIIe siècle avec la montée en puissance des monarchies absolues comme un intermédiaire entre la communauté et les gouvernants en place. Le shtadlan était nommé par le gouvernement et pouvait dans certains cas être même un officiel du roi. Bien qu'il ne représentât que la communauté juive, il pouvait être utilisé comme un instrument de gouvernance par le roi[réf. nécessaire].
Au cours du XIXe siècle l'importance de la presse et de l'opinion populaire fit évoluer le rôle du shtadlan (notamment lors du sauvetage des victimes de pogroms en Russie ou lors des prémices du sionisme).
Traditionnellement les shtadlanim étaient vus comme les protecteurs de leur communauté et recevaient le soutien des autorités religieuses en place